# Бото фон Щолберг Стари
Бото фон Щолберг „Стари“ (на немски: Botho (Bodo) „der Ältere“ zu Stolberg; * ок. 1375; † 15 март 1455, Щолберг в Харц) е граф на Щолберг и от 1429 г. граф и на Графство Вернигероде.

## Произход и управление
Той е син на граф Хайнрих XVI фон Щолберг (1335 – 1403) и съпругата му Елизабет фон Мансфелд-(Хоенщайн) († 1398), дъщеря на граф Албрехт I фон Мансфелд († 1361/1362) и първата му съпруга графиня Юта фон Шварцбург-Бланкенбург († 1361).
След смъртта на баща му той управлява първо заедно с по-големия си брат Хайнрих, който умира през 1416 г. През 1429 г. след смъртта на последния граф на Вернигероде той става новия господар на графството Вернигероде.
Погребан е на 17 март 1455 г. в гробницата на църквата „Св. Мартини“ в Щолберг.

## Фамилия
Бото се жени на 50 години на 17 юни 1435 г. в Зондерсхаузен за графиня Анна фон Шварцбург-Бланкенбург (* 26 януари 1416; † 24 декмеври 1481), дъщеря на граф Хайнрих XIX (XXIV) фон Шварцбург-Бланкенбург (1388 – 1444) и съпругата му принцеса Катарина фон Брауншвайг-Волфенбютел, дъщеря на херцог Фридрих фон Брауншвайг-Люнебург († 1400) и съпругата му принцеса Анна фон Саксония-Витенберг († 1426). Те имат две деца:
- Хайнрих IX фон Щолберг „Стари“ (1436 – 1511), женен I. 1452 г. за Маргарета фон Мансфелд (ок. 1435 – 1469), II. на 21 октомври 1474 г. за графиня Елизабет фон Вюртемберг (1447 – 1505)
- Елизабет фон Щолберг-Вернигероде (ок. 1440 – 1520/1521), омъжена пр. 26 ноември 1444 г. за херцог Вилхелм II фон Брауншвайг-Каленберг-Гьотинген (ок. 1425 – 1503)